# Шетаково
Шетаково — деревня в Конаковском районе Тверской области. Входит в состав сельского поселения «Завидово».

## География
Находится в юго-восточной части Тверской области на расстоянии приблизительно 17 км на юго-запад по прямой от районного центра города Конаково.

## История
Известна с 1625 года как пустошь «Шитаково». В 1859 году здесь (деревня Клинского уезда Московской губернии) был учтен 31 двор.

## Население
Численность населения: 225 человек (1859 год), 17 (русские 94 %) в 2002 году, 11 в 2010.